# Sectarisme
Le sectarisme est l'attitude intransigeante de quelqu'un qui impose son opinion et se ferme à celle d'autrui.

## Définitions
Le terme « sectarisme » est défini dans l'Oxford English Dictionary comme « un attachement excessif à une secte ou à un parti particulier, en particulier dans la religion ».

## Sectarisme idéologique
Le terme « sectarisme idéologique » peut définir :
- Le sectarisme purement idéologique, la mise en place d'une prédominance idéologique et la marginalisation des opposants.
- Au sein d'un même courant idéologique, la marginalisation des divergences internes. Exemple: Le Marxisme-Léninisme a marginalisé le Trotskysme au sein de l'Internationale communiste)
- Le sectarisme politico-religieux provoqué par d'autres persécutions à motivations religieuses et/ou idéologiques. Exemple : la première guerre civile irakienne et la seconde.

### Par pays

#### Royaume-Uni
Partout au Royaume-Uni, les tendances sectaires écossaises et irlandaises se reflètent souvent dans les compétitions de sports d'équipe. Les affiliations sont considérées comme une représentation latente des tendances au sectarisme. (Depuis le début des années 1900, des équipes de cricket ont été créées via le patronage de propriétaires affiliés à la secte. En réponse à la représentation protestante du sport, de nombreuses écoles catholiques ont fondé leurs propres écoles de cricket. Les exemples modernes incluent les tensions dans le sport tels que le football ont conduit à l'adoption de la « Offensive Behaviour at Football and Threatening Communications (Scotland) Act 2012 », incitée par le chant des hymnes de l'Armée républicaine irlandaise (IRA) lors d'un match entre Inverness Caledonian Thistle et les Celtics. D'autres exemples généraux incluent les sports gaéliques en Irlande, établis pour servir de contrepoids aux sports traditionnels britanniques afin de préserver une identité irlandaise.

#### Régimes du golfe
Les dictatures du Golfe soutenues par les États-Unis, en particulier l'Arabie saoudite, craignaient que la propagation de l'esprit et de l'idéologie révolutionnaire chiite de la révolution iranienne n'affecte leur pouvoir et leur domination dans la région. Par conséquent, des efforts ont été faits pour saper la révolution iranienne en la qualifiant de complot chiite visant à corrompre la tradition islamique sunnite. Cela a été suivi d'une montée des sentiments anti-chiites dans toute la région et d'une détérioration des relations chiites-sunnites, stimulées par les fonds des États du Golfe. Par conséquent, le processus de sectarisation, la mobilisation et la politisation des identités sectaires, est un outil politique des régimes autoritaires pour perpétuer leur pouvoir et justifier la violence. Les puissances occidentales participent indirectement au processus de sectarisation en soutenant des régimes non démocratiques au Moyen-Orient.
De fait, de nombreux musulmans chiites arabes ayant à la base des tendances laïques ont adhéré à l'islamisme chiite après la victoire de l'Ayatollah Khomeini en Iran. La guerre civile syrienne a également pris une dimension sectaire entre le pouvoir du Parti Baas syrien laïc et ses alliés chiites de l'Axe de la résistance face à l'Armée syrienne libre soutenue par des puissances fondamentalistes sunnites comme l'Arabie saoudite et le Qatar.